# Geschiedenis van de modelauto
De Geschiedenis van de modelauto valt samen met de ontwikkeling van de auto zelf.
Aanvankelijk waren de modelauto's modellen uit hout, of grof gevormd uit metaal. Later kwamen daar ook trapauto's bij of zelfs kleine speelgoedauto's met elektromotor waarin het kind zitten kon. De eerste "moderne" modelauto, de modelauto zoals men die tegenwoordig kent, werd in 1919 gemaakt. In dat jaar maakte de Amerikaanse firma Tootsietoys voor het eerst een auto uit een metalen legering in een gietvorm (zogenaamde diecasting). Aanvankelijk waren het de Amerikaanse merken die de markt in handen hadden. De Europese merken hadden nog voornamelijk modelauto's uit blik of ander materiaal.
In Europa werd de gegoten auto populair gemaakt door Solido en Dinky Toys, die voor de Tweede Wereldoorlog begonnen met het maken van auto's uit Zamac. Tijdens en na de oorlog werden er, vanwege materiaalschaarste, weinig modelauto's gemaakt. Het zou nog tot de jaren 50 duren tot men weer auto's begon te gieten. In deze jaren werden vele merken met bekende namen begonnen als Matchbox (Lesney), SIKU en Majorette, terwijl ook Solido en Dinky weer auto's maakten. Ook in Nederland en België werd in deze tijd begonnen met modelauto's. In Nederland was het Lion, in België waren dat Septoy, Gasguy e.d.
In de jaren 60 startte Hot Wheels met de productie van haar auto's, die naar eigen zeggen de snelste auto's ter wereld waren. Andere merken moesten de trend van zogenaamde "speed wheels" volgen. Deze speed wheels waren wielen met een dunne uitstekende rand, waardoor frictie verminderd werd.
Eind jaren 70 was een moeilijke periode voor modelautofabrikanten. Kosten gingen omhoog en omzet omlaag. Vele zochten een uitweg door te produceren in goedkopere landen, andere, zoals Schuco, Lesney en Tekno gingen failliet. Vele overname's volgden in de jaren 80 en begin jaren 90. Een concentratie van de merken en bedrijven volgde. De opkomst van de computer zorgt ervoor dat er geen nieuwe generatie verzamelaars (en in belangrijkere mate, minder kinderen die met auto's spelen) komt.